# Thomas Zimmermann (Politiker)

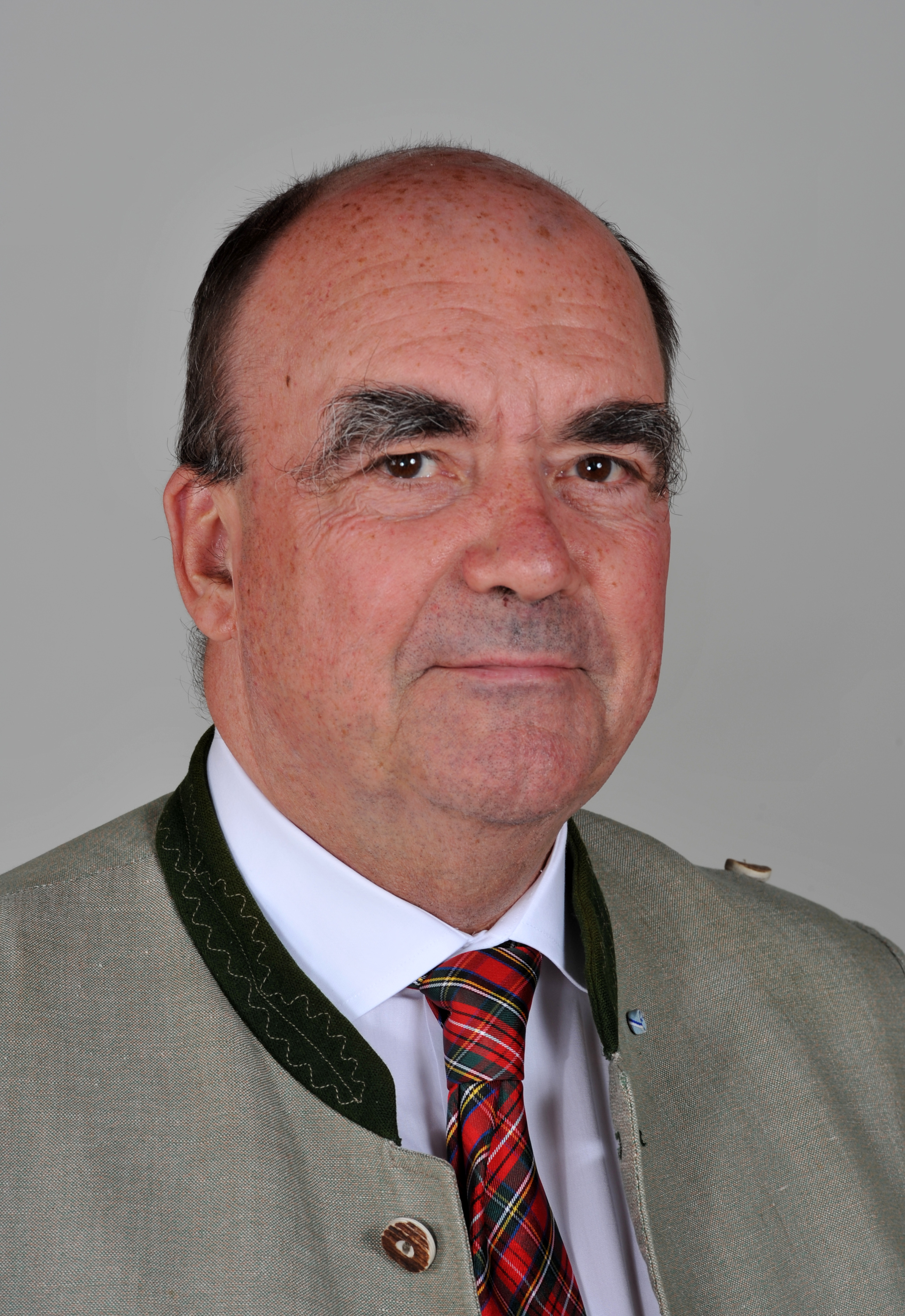
Thomas Zimmermann 2012

Thomas Maria Zimmermann (* 9. September 1946 in München) ist ein promovierter bayerischer Chirurg und Landespolitiker der CSU. Zwischen 1994 und 2013 war er Abgeordneter im Bayerischen Landtag.

## Ausbildung und Beruf
Nach dem Abitur studierte Zimmermann Medizin in München und Innsbruck. 1977 wurde er an der Technischen Universität München zum Thema „Zur Diagnostik und Therapie von Mammatumoren unter besonderer Berücksichtigung des Karzinoms“ promoviert. Von 1976 bis 1988 arbeitete er am Klinikum rechts der Isar, dem Universitätsklinikum der TU München. Gleichzeitig war er Notarzt der Städtischen Berufsfeuerwehr München. Bis September 1994 leitete er Reha-Kliniken in Oberbayern.
Zimmermann ist Vorstandsmitglied des Unternehmens Health Base Medizindaten AG sowie bei Health Care Bayern e. V. Er ist seit Studientagen Mitglied der AV Austria Innsbruck im ÖCV und der KDStV Aenania München im CV. Ebenso ist er Ehrenmitglied der Tiroler Mittelschulverbindung KÖStV Lebenberg Kitzbühel im MKV.
Thomas Zimmermann ist mit Brigitte Zimmermann verheiratet und hat zwei Kinder.

## Partei
Er ist seit 1970 CSU-Mitglied.

## Abgeordneter
Am 25. September 1994 wurde er erstmals für den Stimmkreis München-Bogenhausen in den Bayerischen Landtag gewählt, dem er bis zum 7. Oktober 2013 angehörte.
Er war gesundheits- und drogenpolitischer Sprecher der CSU-Fraktion, Mitglied des Ausschusses für Sozial-, Gesundheits- und Familienpolitik und Mitglied des Ausschusses für Hochschule, Forschung und Kultur.

## Öffentliche Ämter
Von 1978 bis 1988 war Zimmermann ehrenamtlicher Münchner Stadtrat und von 1988 bis 1993 leitete er als hauptamtlicher Stadtrat das Gesundheitsreferat der Landeshauptstadt München.
Von 1999 bis 2004 und von 2008 bis 2019 war Zimmermann Vorsitzender des Landesgesundheitsrats Bayern. Seit 2002 ist er Mitglied des Bezirksausschusses München-Bogenhausen.

## Sonstiges
Anfang November 2002 meldeten die Süddeutsche Zeitung und die Abendzeitung, Wirtschaftsprüfer hätten bei einer Routineuntersuchung festgestellt, dass im CSU-Kreisverband Bogenhausen Blöcke für Spendenquittungen aus den 1990er Jahren fehlten.
Thomas Zimmermann habe als Vorsitzender des Kreisverbands Spenden quittiert, ohne dass die Beträge später verbucht wurden. Nachdem er bereits im Februar 2002 wegen einer nicht beim Landtag gemeldeten Lobbyistentätigkeit für die Medizinfirma Nova Med in die Kritik geraten war, wuchs die parteiinterne Angst vor einer Spendenaffäre.
Das CSU-Parteipräsidium wies den Kreisverband an, die Nominierung des Landtagskandidaten Zimmermann zu verschieben und CSU-Generalsekretär Thomas Goppel forderte den Kreisverband auf, „die in der Öffentlichkeit diskutierten Fragen jetzt politisch und im Hinblick auf das Ansehen der CSU“ zu berücksichtigen.
Bundestagspräsident Wolfgang Thierse forderte einen Prüfbericht bei der CSU wegen eines möglichen Verstoßes gegen das Parteienfinanzierungsgesetz an. Die Bundestagsverwaltung monierte allerdings im Januar 2003 nur, dass die im Parteiengesetz festgeschriebene Aufbewahrungspflicht von Spendenunterlagen nicht eingehalten wurde.
Trotzdem befürchtete die CSU-Führung, das Direktmandat könne wegen der Affäre an den SPD-Bewerber Hans-Ulrich Pfaffmann verloren gehen.
Daher waren mehrere Gegenkandidaten im Gespräch, von denen sich aber nur der Münchner Stadtrat Hans Wolfswinkler zur Wahl stellte. Gegen die Bedenken der CSU-Spitze wurde Zimmermann im März 2003 mit einer Zweidrittelmehrheit der Delegierten zum Landtagskandidaten nominiert.
Am 13. September 1998 wurde Thomas Zimmermann mit 49,6 % der Erststimmen in den Bayerischen Landtag gewählt (1994: 44,7 %), am 21. September 2003 mit 45,2 % und am 28. September 2008 mit 31,0 %.

## Auszeichnungen
- 2007: Bayerischer Verdienstorden
- 2012: Bayerische Verfassungsmedaille in Silber
- 2021: Tiroler Adler-Orden in Gold